# Eita Nagayama
Eita Nagayama (瑛太?, Nagayama Eita; Tokyo, 13 dicembre 1982) è un attore giapponese conosciuto semplicemente come Eita.
È apparso in molti dorama e film, a partire dal 1999 in poi, tra cui la serie live action dedicata a Nodame Cantabile, la 1ª stagione di Water Boys, Lunch no joō con Tomohisa Yamashita, Kimi wa Petto e Lucky Seven assieme a Jun Matsumoto e Suppli ove affianca Kazuya Kamenashi.

## Vita e carriera
Nel 2009 ha debuttato sul palcoscenico ottenendo il suo primo ruolo in teatro nella figura d'un ragazzo che intrattiene una relazione romantica con un fantasma femminile. Successivamente ha avuto il ruolo del protagonista nella commedia Tokyo Gekko Makyoku, dove rappresenta un misterioso personaggio vissuto durante i primi anni dell'era Showa.
Nel giugno 2010 ha annunciato le sue nozze con la cantante Kaela Kimura, già incinta di 5 mesi.

## Filmografia

### Cinema
- Aoi haru, regia di Toshiaki Toyoda (2001)
- 9 Souls (2003)
- Azumi, regia di Ryūhei Kitamura (2003)
- Omohi no Tama~Nenju (2003)
- Believer (2004)
- Densha Otoko (film) (2005)
- Summer Time Machine Blues (2005, Samâ taimumashin burûsu)
- Hanging Garden (2005, Kūchū Teien)
- Su-ki-da (2005)
- Memories of Matsuko (2006)
- Tokyo Friends - Il film (2006)
- Dororo (2007)
- Tonari-machi Sensō (2007)
- Ahiru to Kamo no Coin Locker (2007)
- Giniro no Season (2007)
- Yomei Ikkagetsu no Hanayome (2009)
- Gama no Abura (2009)
- Dea dokuta (2009)
- Nakumonka (2009)
- Nodame Cantabile saishū gakushō - Zenpen (2009)
- Nodame Cantabile saishū gakushō - Kōhen (2010)
- Tada's Do-It-All House (Mahoro ekimae Tada benriken, 2011)
- Someday (film 2011) (Ōshika-mura sōdōki), regia di Junji Sakamoto (2011)
- Hara-Kiri: Death of a Samurai (Ichimei, 2011)
- Wild 7 (2011)
- Kaibutsu, regia di Hirokazu Kore'eda (2023)

### Televisione
- Sayonara, Ozu-sensei - Tsuyoshi Mikami (2001)
- Lunch no joō - Noboru Sakai (2002)
- Remote - Keisuke Sawamura (2002)
- Shiritsu Tantei Hamamaiku - Chihiro Kurusu (2002)
- Itsumo Futari de - Kohei Morinaga (2003)
- Kimi wa Petto - Junpei Horibe (2003)
- Otoko-yu (2003)
- Water Boys - Masatoshi Tanaka (2003)
- Otoko-yu 2 - Eiichi Koike (2003)
- Hatsukoi.com - Kohei Mizuchima (2004)
- Hatachi ~1983-nen ni Umarete~ - Daisuke Nakashima (2004)
- Orange Days - Keita Yashima (2004)
- Medaka - Taku Sakuragi (2005)
- Minna Mukashi wa Kodomo Datta - Masaki Sagami (2005)
- Water Boys 2005 Natsu - Masatoshi Tanaka (2005)
- Tokyo Friends - Ryūji Shintani (2005)
- Unfair - Kazuyuki Ando (2006)
- Sapuri - Satoshi Ogiwara (2006)
- Nodame Cantabile - Ryutaro Mine (2006)
- Atsuhime - Naogoro/Komatsu Tatewaki (2008)
- Rosu Taimu Raifu (2008)
- Last Friends - Takeru Mizushima (2008)
- Tokyo Daikushu (2008)
- Voice (serie televisiva 2009) - Kaji Daiki(2009)
- Sunao ni Narenakute - Keisuke Nakajima (2010)
- Soredemo, Ikite Yuku (2011)
- Lucky Seven - Nitta Teru (2012)
- Saikō no rikon (2013)
- Rikokatsu (2021)